# Peperomia pedicellata
Peperomia pedicellata är en pepparväxtart som beskrevs av Gustav Adolf Hugo Dahlstedt. Peperomia pedicellata ingår i släktet peperomior, och familjen pepparväxter. Inga underarter finns listade i Catalogue of Life.